# Église Notre-Dame-de-Toutes-les-Protections de Champagne-sur-Seine
L'église Notre-Dame-de-Toutes-les-Protections est un ancien édifice religieux orthodoxe russe, devenu un musée municipal, situé à Champagne-sur-Seine, en France. Elle est labellisée « Patrimoine du XXe siècle » depuis 2011.

## Situation et accès
L'église est située dans le quartier Aubépine, au sud de la commune de Champagne-sur-Seine, à proximité de la Seine, et plus largement au sud-ouest du département de Seine-et-Marne.

## Domonymie
Le nom « Notre-Dame-de-Toutes-les-Protections » proviendrait de la Madone de Constantinople qui aurait permis de résister face au siège des Perses.

## Historique

### Installation de la communauté
La révolution d'Octobre entraîne l'exil de communautés russes. Des familles d'immigrés russes s'installe à Champagne-sur-Seine au début du XXe siècle, supposément des Russes blancs. L'usine Schneider emploie beaucoup d'ouvriers dans la région, dont de nombreux membres de la communauté, ce qui contribue à l'essor démographique et économique de la région. L'usine fait aussi construire des immeubles et des baraquements. L'intégration des nouveaux habitants est progressive et facilitée par les enfants se rendant à la même école.

### Aménagements
Les membres de la communauté organisent des pratiques collectives pour partager leur culture et leurs souvenirs. Ils pratiquent la célébration des principales fêtes orthodoxes dans un petit local. Cela conduit à l'aspiration d'un édifice commun dédié à ces activités. Ils fondent l'association « Colonie russe » en 1934. Le projet d'une église est clarifié en 1937. La société créée achète un terrain surélevé et dégagé surplombant la vallée de la Seine et des matériaux dans le but de construire un édifice pour exercer le culte orthodoxe. Le projet est approuvé par le métropolite Euloge.

### Construction
L'église est bâtie en 1938 par le seul appui financier de la communauté russe locale. Les hommes commencent les travaux le 14 mai 1938, en érigeant les murs et la charpente. L'architecte chargé du projet devient J. Popandopoulo, un ingénieur-projeteur à Fontainebleau ayant déjà réalisé la construction d'autres églises. L'édifice est bâti par Alboull et Andreef. Deux employés de l'usine Schneider réalisent le bulbe du clocheton.
L'iconostase est réalisé par une religieuse de l'ermitage Notre-Dame-de-Kazan de Moisenay, près de Melun.
L'église est consacrée le 24 septembre 1939, par le père Euthyme (Vendt), prêtre de l'ermitage Notre-Dame-de-Kazan. 

### Cession à la commune
À la suite du déclin progressif de la communauté, l'édifice devient désaffectée au culte. Le 24 juin 1982, l'église, propriété de l'association « Colonie russe », est léguée à la commune de Champagne-sur-Seine par acte de donation par Vladimir Alboull, président de l'association.
La ville prévoit de transformer l'édifice en musée qui perpétuerait « le souvenir des combattants des armées russes pendant la guerre de 1914 -1918 contre l’Allemagne et l’Autriche-Hongrie ». Ce projet suscite une retenue de la part de l'association récente « Patrimoine russe ».
L'église est alors laissée à l'abandon. Seuls quelques travaux ont été réalisés par des bénévoles au début des années 2000.

### Visites
En 2004, l'église reçoit la visite de deux prêtres orthodoxes qui font la traduction des titres des tableaux et des icônes de la chapelle. Le 26 mai 2012, il s'agit de la visite de l'archevêque Michel de Genève et d'Europe occidentale et d'autres représentants de l'Église orthodoxe russe hors frontières pour une cérémonie de panikhida.

### Restauration
La ville, aidé par la région Île-de-France et la Fondation du Patrimoine, entreprend des travaux de restauration, notamment sur les divers revêtements et pour remettre en état la toiture,. L'investissement est de 230 000 euros. Les travaux de rénovation débutent en octobre 2016 se terminent en août 2017.
Depuis la rénovation, le lieu peut être visité sur demande ou, depuis 2002, durant les Journées du Patrimoine.

## Structure

### Extérieur
Les murs sont essentiellement composés de ciment, de parpaings et de bois. La toiture initialement en tôle, puis recouverte de tuiles, est devenu en zinc après la rénovation. Le bulbe du clocheton est en tôle d'acier. La nef est précédée par un porche sur deux colonnes.

### Intérieur
Tout comme dans les autres églises orthodoxes, une iconostase sépare la nef en deux : d'un côté, l'espace de célébration pour le clergé et de l'autre les fidèles.

## Mobilier
L'iconostase a été réalisée par une religieuse de la région de Melun. La cloison comporte trois portes. On retrouve ainsi dessus, des peintures de la Cène, du Christ et des apôtres ainsi que les archanges Gabriel et Michel. L'église possède aussi une collection d'icônes et de tableaux. Parmi elles, des représentations de la Vierge, saint Vladimir, saint Séraphin et saint Pantaléon.

## Statut patrimonial et juridique
L'église fait l'objet d'une labellisation « Patrimoine du XXe siècle » depuis le 24 novembre 2011, en tant que propriété de la commune.